# Powiat Adachi
Powiat Adachi (jap. 安達郡 Adachi-gun) – powiat w Japonii, w prefekturze Fukushima. W 2024 roku liczył 8893 mieszkańców.

## Miejscowości
- Ōtama